# Беляков, Иван Тимофеевич
Иван Тимофеевич Беляков (14 января 1919 — 15 января 1996) — советский и российский учёный, авиастроитель. Заслуженный деятель науки и техники РСФСР (1979). Ректор Московского авиационного института (МАИ) с 1972 по 1986 год.

## Биография
Родился 14 января 1919 года в селе Березнячи (сейчас — Горловский район Московской области).
Окончил среднюю школу в Москве и поступил в МАИ. В 1941 году был эвакуирован вместе с институтом в Алма-Ату. В 1942 году был направлен в Иркутск на завод № 39 НКАП: работал инструктором, инженером, начальником бюро технического нормирования.
В 1944—1945 годах продолжил учёбу в МАИ. После получения диплома работал там же старшим преподавателем кафедры «Производство самолётов» и заместителем декана Самолётостроительного факультета. В 1952 году защитил диссертацию и утверждён в учёном звании доцента.
В 1952—1955 — в командировке в КНР, советник по организации Пекинского авиационного института.
Доктор технических наук (1966), профессор (1967). С 1968 года — проректор по научной работе, в 1972—1986 — ректор МАИ. С 1970 года — заведующий кафедрой «Технология машиностроения» факультета «Летательные аппараты».
Автор исследований в области теории эффективности конструктивно-технологических решений узлов и агрегатов летательных аппаратов, теории автоматизированного проектирования и технологической подготовки производства.

## Сочинения
- Основы технологии производства в условиях космического пространства : Учеб. пособие. — М.: МАИ, 1975. — 162 с.
- Технология и космос / И. Т. Беляков, Ю. Д. Борисов. — М.: Машиностроение, 1974. — 290 с.
- Технологические проблемы проектирования летательных аппаратов / Беляков Иван Тимофеевич, Борисов Юрий Дмитриевич. OZON. Дата обращения: 23 июня 2020.

## Награды
- Орден Ленина
- Орден Октябрьской Революции (7.04.1980)[3]
- Орден Трудового Красного Знамени
- Медали
- Заслуженный деятель науки и техники РСФСР (1979)